# Хуан-де-Фука (плита)

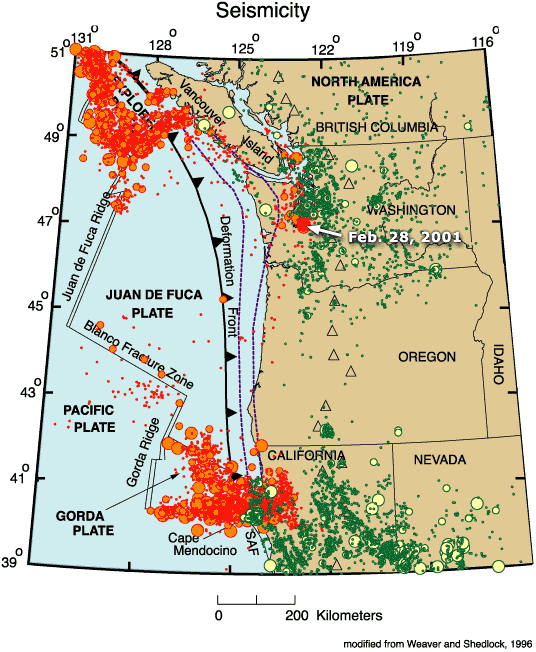
Сейсмоактивні зони плити Хуан-де-Фука

Хуан-де-Фука — тектонічна плита, розташована в районі хребта Хуан-де-Фука і в Каскадній зоні субдукції під північною частиною західного краю Північноамериканської плити. Названа на честь дослідника Хуан-де-Фуки. Межа плити йде на півдні по розлому Бланко, на півночі по розлому Нутка, і на заході по Тихоокеанській плиті. Хуан-де-Фука була спочатку частиною плити Фараллон, зараз значною мірою занурена під Північноамериканську плиту і поламана на три частини:шматок на півдні відомий, як плита Горда і шматок на півночі відомий, як плита Дослідника. 

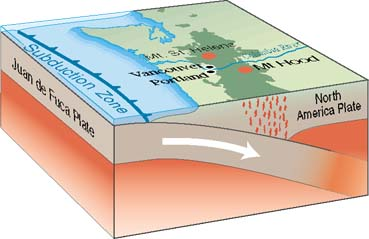
Рух Хуан-де-Фука USGS

Ця субдукційна система плити сформувала вулканічні Каскадні гори, каскадні вулкани і тихоокеанські западини які є частиною Тихоокеанського Вогняного Кільця, по західному узбережжю Північної Америки від півдня Британської Колумбії до півночі Каліфорнії.